# Bajorà
Els bajorans són una espècie fictícia de la franquícia de ciència-ficció Star Trek. Són una espècie extraterrestre humanoide nativa del planeta Bajor, que tenen una enemistat de llarga data amb els cardassians, a causa de dècades de subjugació sota una dictadura militar que va veure molts de la seva espècie esclavitzats o obligats a exiliar-se lluny del seu món natal. Van ser introduïts per primera vegada a l'episodi de 1991 "L'alferes Ro" de Star Trek: La nova generació, i posteriorment van ser un element fonamental de Star Trek: Deep Space Nine i també van aparèixer a Star Trek: Voyager i Star Trek: Picard. El 2017, Den of Geek va classificar els bajorans com els 5ns millors alienígenes de la franquícia Star Trek.
Els guionistes de la sèrie van descriure inicialment els bajorans com un poble oprimit que sovint es veia obligat a viure com a refugiats, als quals comparaven amb una varietat de grups ètnics. Rick Berman, que va ajudar a concebre'ls originalment, els va comparar amb "els kurds, els palestins, els jueus de la dècada de 1940, els refugiats en vaixell d'Haití; malauradament, els sense sostre i el terrorisme són problemes a totes les èpoques". Ronald D. Moore va comentar de manera similar: "segons l'episodi, també es podria anomenar Bajor Israel, o Iran, o fins i tot Amèrica i els cardassians podrien ser alemanys, o russos o diversos altres exemples ... [però] realment no intentem fer de Bajor una analogia directa amb cap país o poble contemporani específic".
Diversos personatges bajorans van ser inclosos en diverses de les sèries de «Star Trek», incloent-hi Ro Laren (interpretat per Michelle Forbes) a «La nova generació», així com alguns altres a «Deep Space Nine», que estava ambientada en una estació espacial a prop de Bajor, i que presentava personatges bajorans com ara Kira Nerys (Nana Visitor) i Winn Adami (Louise Fletcher).

## Línia històrica
Segons la trama fictícia de l'univers de Star Trek, els bajorans són una espècie antiga que va desenvolupar tecnologia avançada abans de l'evolució de la humanitat a la Terra. Finalment van desenvolupar naus espacials, que els van portar tan lluny com el planeta CardassiaL'any 2318, la Unió Cardassiana, que havia estat presa per una dictadura militar, va envair Bajor, ocupant-la durant cinquanta anys, durant els quals van obligar molts bajorans a fer treballs esclaus, utilitzant-los en les seves diverses operacions mineres. Això va obligar a molts bajorans a fugir i viure en camps de refugiats lluny de la dominació cardassiana, mentre que altres bajorans es van involucrar en el moviment de resistència, organitzant atacs terroristes contra objectius cardassians.
La Federació no va poder intervenir en la situació, a causa de consideracions de la Primera Directiva; com que Bajor s'havia alineat formalment amb els cardassians feia algun temps, es va considerar un assumpte intern entre la Unió Cardassiana i un planeta membre/subjecte. Això va causar cert ressentiment cap a la Federació per part del poble bajorà, especialment quan la Federació va ser inicialment convidada a administrar Espai Profund 9. Aquesta ira latent va conduir a la formació del Cercle, un moviment anti-no bajorià que gairebé va aconseguir capturar l'Espai Profund 9, fins que es va descobrir que el "Cercle" rebia el suport secret dels cardassians, de manera que un Bajor sense el suport de la Federació quedaria greument debilitat.
L'any 2369, les autoritats civils cardassianes van ordenar als militars que es retiressin de Bajor, després de la qual cosa el Govern Provisional Bajorà va convidar la Federació Unida de Planetes a establir una base a l'antiga estació minera cardassiana de Terok Nor, canviant-la de nom a l'Espai Profund 9 i sol·licitant la pertinença a la Federació.
El 2369, quan el Comandant (més tard Capità) Benjamin Sisko va ser assignat al comandament de DS9, una de les seves instruccions va ser preparar Bajor per a la plena adhesió a la Federació (episodi pilot: "Emissary").Aquest va ser un tema recurrent durant la resta de la sèrie. El 2373, amb la Guerra del Domini a l'horitzó, Bajor demana ser admès a la Federació en circumstàncies especials. Sisko, actuant com a Emissari dels Profetes, va advertir que si Bajor s'unia a la Federació en aquell moment, significaria la destrucció d'aquell món. Amb aquest avís, Bajor va decidir no acceptar la pertinença en aquell moment. A l'inici de la Guerra del Domini, Bajor va declarar oficialment la seva neutralitat ("Call to Arms"), tot i que molts bajorans es van unir a la Flota Estel·lar i, a més, es va formar una nova resistència a l'ocupació d’Espai Profund 9.

## Biologia
Com molts extraterrestres de Star Trek, els bajorans tenen una aparença semblant a la dels humans, però tenen un tret facial simètric distintiu: una sèrie de crestes horitzontals al pont del nas entre els ulls. Malgrat la seva aparença humana, hi ha diverses diferències biològiques entre les dues espècies.
Durant l'embaràs, les dones bajoranes experimenten esternuts incontrolables en lloc de nàusees matinals. Les dones bajoranes gesten durant cinc mesos, en contraposició als nou mesos de les dones humanes, a causa de l'altavascularització entre el fetus i la mare. Com a resultat, qualsevol intent d'extirpar el fetus prematurament, especialment durant les últimes etapes de l'embaràs, causaria una pèrdua massiva de sang a la mare i una greu angoixa al nadó ("Body Parts"). Durant el part, les dones bajoranes han d'estar completament relaxades. El seu cos produeix endorfines durant el part, i per tant normalment senten poc o cap dolor durant el procés. Normalment, el part només dura una hora, però si s'allarga massa, el cos deixa de produir endorfines per por que pugin a nivells tòxics, i el nadó haurà de néixer més tard ("The Begotten").

## Cultura i tradicions
La tradició bajorana col·loca el cognom abans del nom de pila. Així, Kira Nerys s'anomena Major Kira (no Major Nerys); de la mateixa manera, Ro Laren (Alferes Ro). Els bajorans solen considerar-ho un honor quan els estrangers se'ls dirigeixen correctament.
La vida espiritual dels bajorans se centra al voltant dels Orbes, objectes alienígenes que es creu que van ser enviats pels Profetes (els déus), cadascun dels quals té una habilitat única com l'Orbe del Temps, que permet a aquells que el veuen revisitar esdeveniments passats. S'han descobert nou orbes al llarg dels segles (a més de l'Orbe de l'Emissari, durant l'episodi final de la temporada "Shadows and Symbols"); vuit van ser confiscats pels cardassians durant l'Ocupació. A la sèrie hi ha deu orbes, tot i que només cinc tenen nom: l'Orbe de la Profecia i el Canvi, que es guardava a Bajor; els Orbes de la Contemplació i del Temps, que els cardassians van retornar a Bajor; l'Orbe de la Saviesa, que els ferengi van vendre a Bajor; i l'Orbe de l'Emissari, que va trobar Sisko. Una novel·la no canònica anomena els altres cinc Orbes com els Orbes de la Memòria, el Destí, les Ànimes, la Veritat i la Unitat.
El poble bajorà es dividia originalment en castes, anomenades d'jarras, que dictaven el lloc d'una persona a la societat bajorana; S'esperava que els membres d'un "d'jarra" de rang inferior se sotmetessin als d'una casta superior. Quan va començar l'Ocupació, el sistema "d'jarra" va ser abolit, ja que el moviment de resistència animava tots els bajorans a unir-se, independentment de la casta. Quan l'antic líder espiritual bajorà, Akorem Laan, va intentar reintroduir el sistema de castes, va ser rebutjat perquè hauria fet que els bajorans no fossin elegibles per ser membres de la Federació (la discriminació basada en castes està prohibida per la llei de la Federació).
Els bajorans porten grans arracades amb cadena i maniguets per a les orelles anomenats "d'ja pagh" a les orelles dretes, com a símbols de la seva fe religiosa. Abans de la guerra contra l'ocupació cardassiana, l'arracada també simbolitzava el "d'jarra". Fins i tot després de l'Ocupació, encara hi havia diferents estils d'arracades que es transmetien de família en família, però havien perdut el seu significat original. Quan Akorem Laan es va trobar amb la Major Kira, va reconèixer per l'estil de la seva arracada que era membre dels artesans "d'jarra", tot i que era membre de l'exèrcit, i ella va explicar que els diferents estils d'arracades ja no significaven res. Ro Laren va perdre la fe a causa de les seves experiències com a presonera cardassiana; tot i així, encara desafiantment bajorana, porta el seu "d'ja pagh" a l'orella esquerra. Més tard es descobreix que Ro també va utilitzar la seva arracada com a dispositiu d'emmagatzematge de dades encobert, que va donar a Jean-Luc Picard poc abans de la seva mort.
La cuina bajorana no és diferent de la de moltes altres races. A molts bajorans els agrada el hasperat, que és gairebé idèntic en gust i textura al d'un gran (i sovint picant) burrito terrestre preparat en una salmorra especial. Els pals de jumja són grans llaminadures de color vermell fosc, amb forma de diamant aproximadament, semblants a gelats, tot i que algunes altres races, com els romulans, han comentat que poden ser una mica massa dolços. A més de diverses cerveses, els bajorans són coneguts per elaborar una beguda alcohòlica coneguda com a vi de primavera, que, com altres vins, té anys de verema, i la qualitat del vi pot variar d'un any a l'altre, i les ampolles d'un any de verema particularment bo poden convertir-se en articles de col·leccionista molt buscats entre els bajorans d'alt rang. A més, els humans que servien a bord d’Espai Profund 9 sovint demanaven plats de marisc terrans amb gambes bajoranes com a substitut, ja que, deixant de banda els problemes de replicació, transportar gambes des de la Terra seria poc pràctic, donat el temps de viatge que implica.

## Bajor
Bajor és el món natal dels bajorans. Bajor és un planeta de classe M amb cinc llunes. Un dia a Bajor dura 26 hores, i Espai Profund 9 també segueix un dia de 26 hores. Els oceans de Bajor vistos des de l'espai semblen més verds que blaus.
Bajor, el setè planeta del sistema, orbita l'estrella Bajor-B'hava'el al sector bajorà. Altres planetes habitats del sistema estel·lar bajorà inclouen Andros (Bajor VIII), un planeta de classe K (similar a Mart) i la cinquena lluna de Bajor, Jeraddo.

## Bajorans famosos
- Kira Nerys
- Kai Opaka
- Kai Winn
- Ro Laren